# موزه نوردیک
موزه نوردیک (به سوئدی: Nordiska museet) در یورگوردن جزیره ای در مرکز استکهلم سوئد واقع شده‌است.

این موزه به تاریخ فرهنگی و مردم‌نگاری سوئد در عصر جدید نخستین تا دوره معاصر اختصاص دارد.این موزه در اواخر قرن ۱۹ میلادی توسط آرتور امانوئل هزریوس تأسیس شده‌است.این موزه در سال ۲۰۱۵ میلادی ۲۳۷٬۹۶۴ نفر بازدید کننده داشته‌است.

## نگارخانه

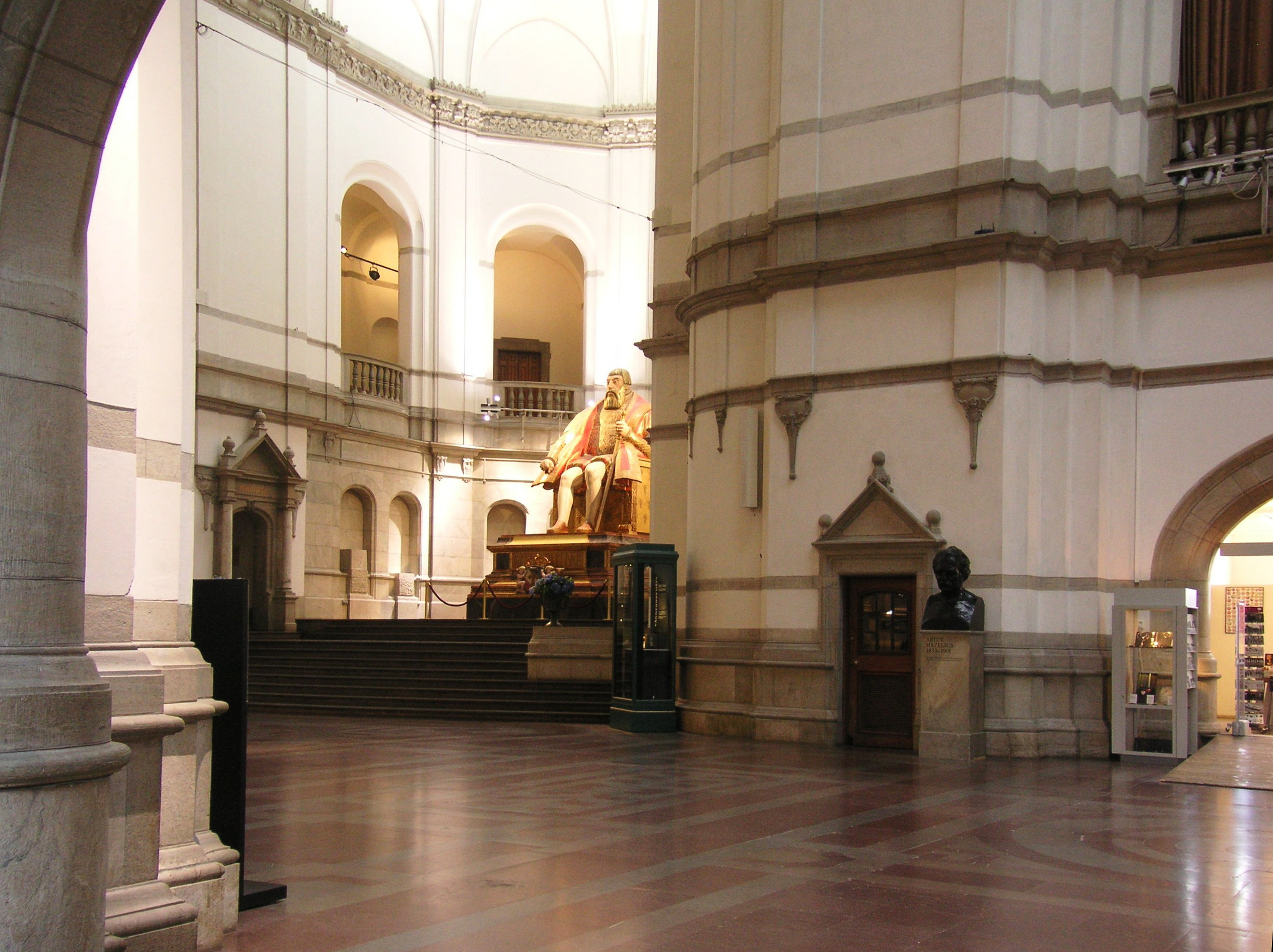
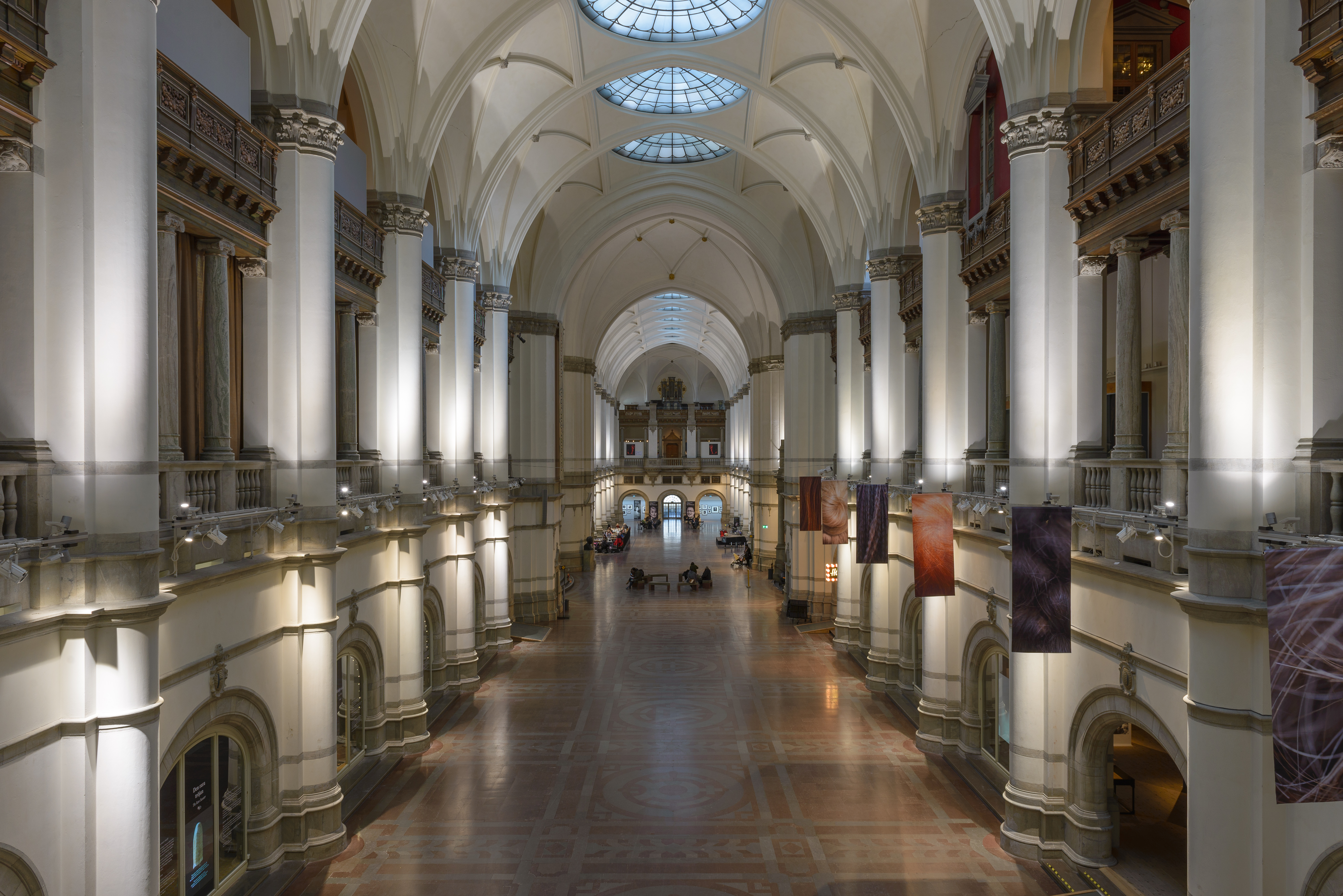
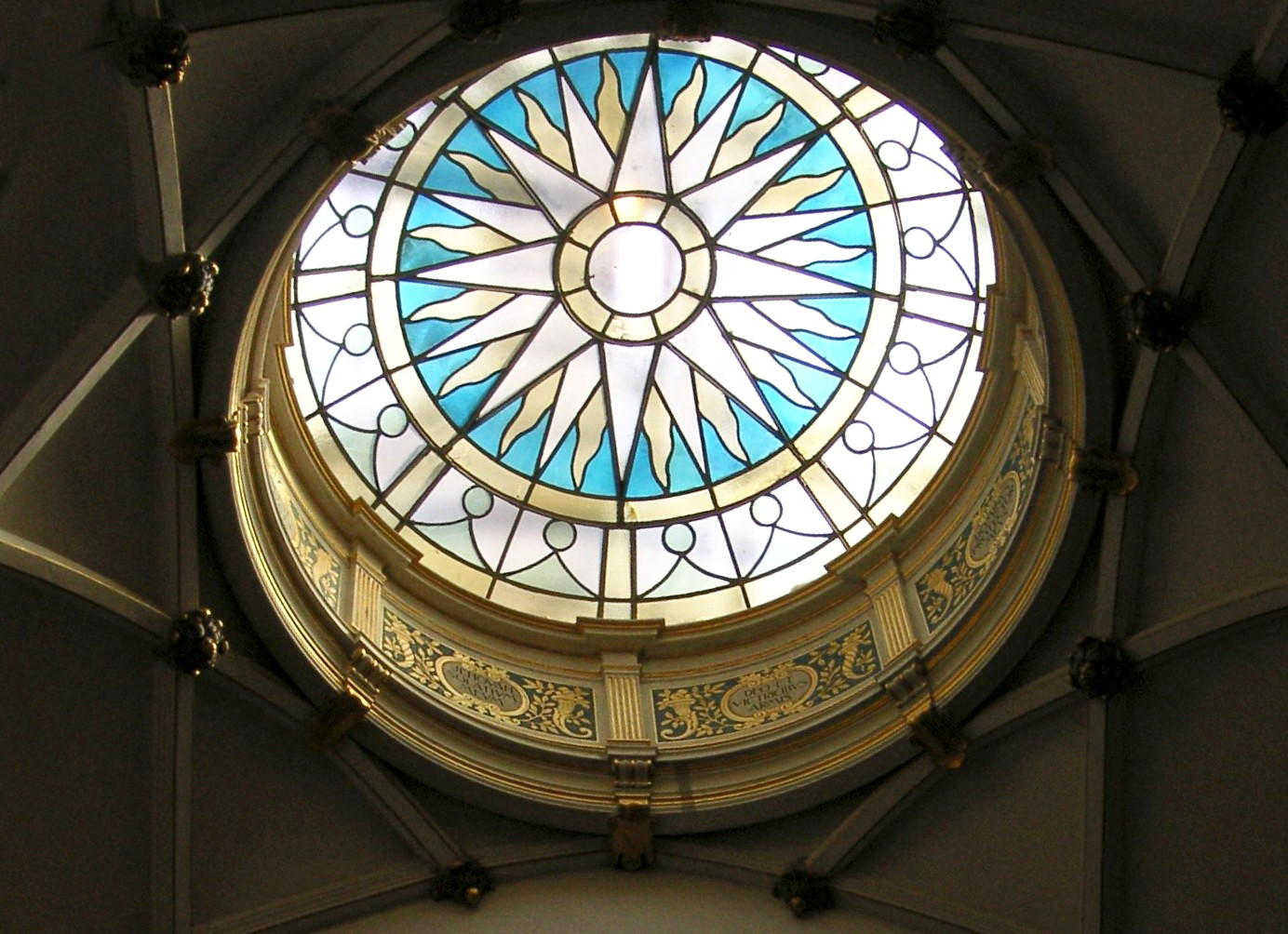
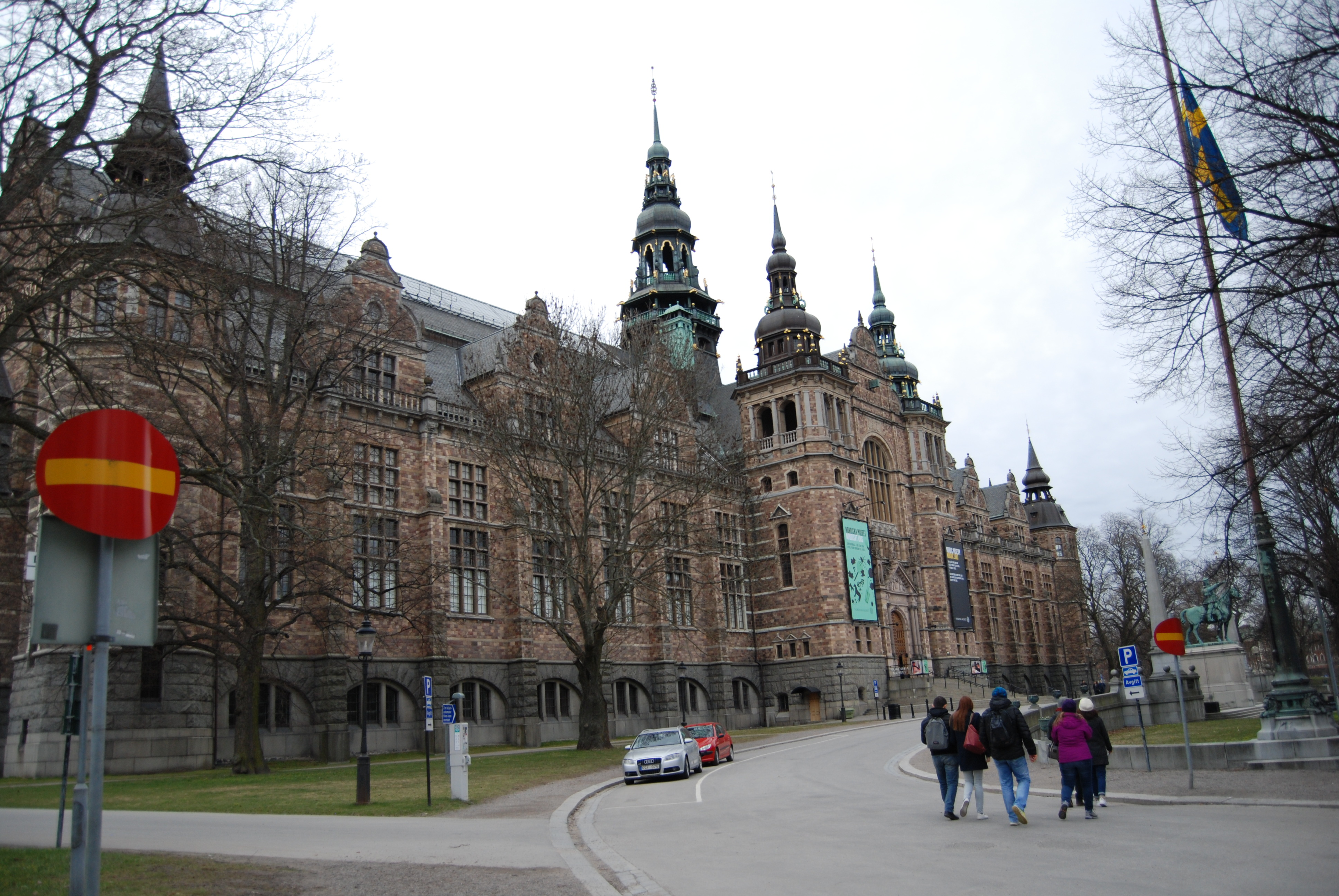
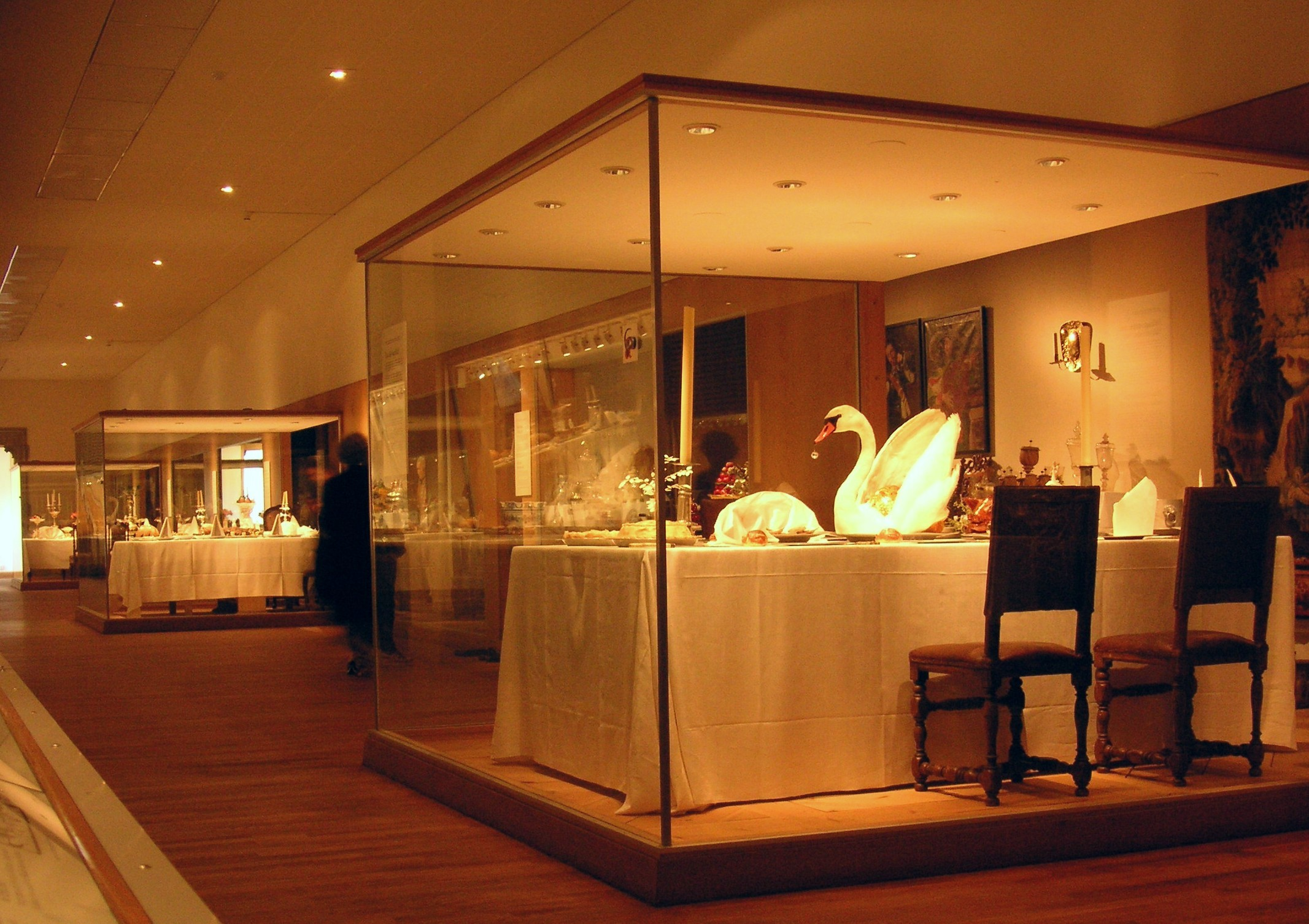